# رابرت دوم، کنت فلاندرز
رابرت دوم، کنت فلاندرز (انگلیسی: Robert II, Count of Flanders; ح. ۱۰۶۵ – ۵ اکتبر ۱۱۱۱ (۴۶ سال))، کنت فلاندرز از سال ۱۰۹۳ تا ۱۱۱۱ بود. وی در جنگ صلیبی اول شرکت نمود و پس از پیروزی در جنگ به رابرت اورشلیم معروف شد.